# Tighina
Tighina (ukrajinsky Тягиня) nebo Bendery (moldavsky Bender', rusky Бендеры) je město v Moldavsku, "de facto" však kontrolované mezinárodně neuznanou tzv. Podněsterskou Moldavskou republikou (tzv. Podněstří). Žije v něm 103 000 obyvatel, převážně Rusů (45 %), Ukrajinců (20 %), Moldavanů (25 %) a Bulharů (5 %). Město, na rozdíl od zbytku Podněstří, leží na pravém břehu Dněstru a vytváří tak předmostí hlavního města neuznané republiky, Tiraspolu. Se zbytkem podněsterského území je spojeno pouze jediným mostem. Město tvoří důležitý dopravní uzel – jedná se o nejvýznamnější přístav na Dněstru, městem prochází trať Kišiněv – Oděsa a odpojují se zde trati na Căușeni a Cahul. V Benderech je provozována trolejbusová doprava. Síť tvoří pět městských a jedna meziměstská linka, která spojuje Bendery s Tiraspolem, ležícím na protějším břehu Dněstru. Meziměstská linka byla dokončena roku 1993.

## Název města
Oficiální název města je podle úřadů Republiky Moldavsko „Tighina“. Tento název pochází z rumunštiny a byl používán v obdobích do roku 1538 a 1919 až 1940. Úřady tzv. Podněsterské Moldavské republiky, které město kontrolují, oficiálně užívají názvy „Bendery“ v ruském a ukrajinském jazyce a „Bender“ v moldavském jazyce. Tento název pochází z turečtiny a znamená „přístavní město“, byl užíván v letech 1538 až 1919 a posléze od roku 1940.

## Historie
První písemné zprávy o městě pochází z roku 1408, náleželo tehdy k Moldavskému knížectví, jehož východní hranici tvořil Dněstr. V roce 1538 dobyla město vojska Osmanské říše. Za turecké nadvlády zde byla vystavěna pevnost, mezi jejíž velitele patřil např. Abáza-Muhammed. Po Bukurešťském míru, uzavřeném roku 1812, město připadlo Ruskému impériu, jehož součástí bylo do roku 1918, kdy ho v rámci obsazení celé Besarábie zabralo Rumunsko. Po uzavření paktu Molotov–Ribbentrop se Besarábie dostala do sféry sovětských zájmů. Rudá armáda město obsadila 23. 6. 1940 a to se stalo součástí nově vyhlášené Moldavské sovětské socialistické republiky (MSSR). Po vypuknutí války mezi Sovětským svazem a Německem město obsadila dne 23. 6. 1941 rumunská a německá vojska. Město se stalo opět součástí Rumunska. Rudá armáda město dobyla 26. 8. 1944 v rámci Jaselsko-kišiněvské operace. Město znovu připadlo MSSR. Po jednostranném vyhlášení Podněsterské Moldavské sovětské socialistické republiky jako svazové republiky Sovětského svazu 2. 9. 1990 se město stalo její součástí. Bylo těžce poškozeno během podněsterského konfliktu v letech 1991 až 1992, především během bitvy o Bendery, která proběhla ve dnech 19.–21. 7. 1992. Podněsterská vojska spolu s ruskou 14. armádou, jejíž posádka se nacházela v Benderské pevnosti, město uhájila. Od té doby je součástí Podněstří. Židovská menšina, která tvořila počátkem 20. století okolo třetiny obyvatelstva (ještě v roce 1989 to bylo 5 %), téměř vymizela.

## Benderská pevnost

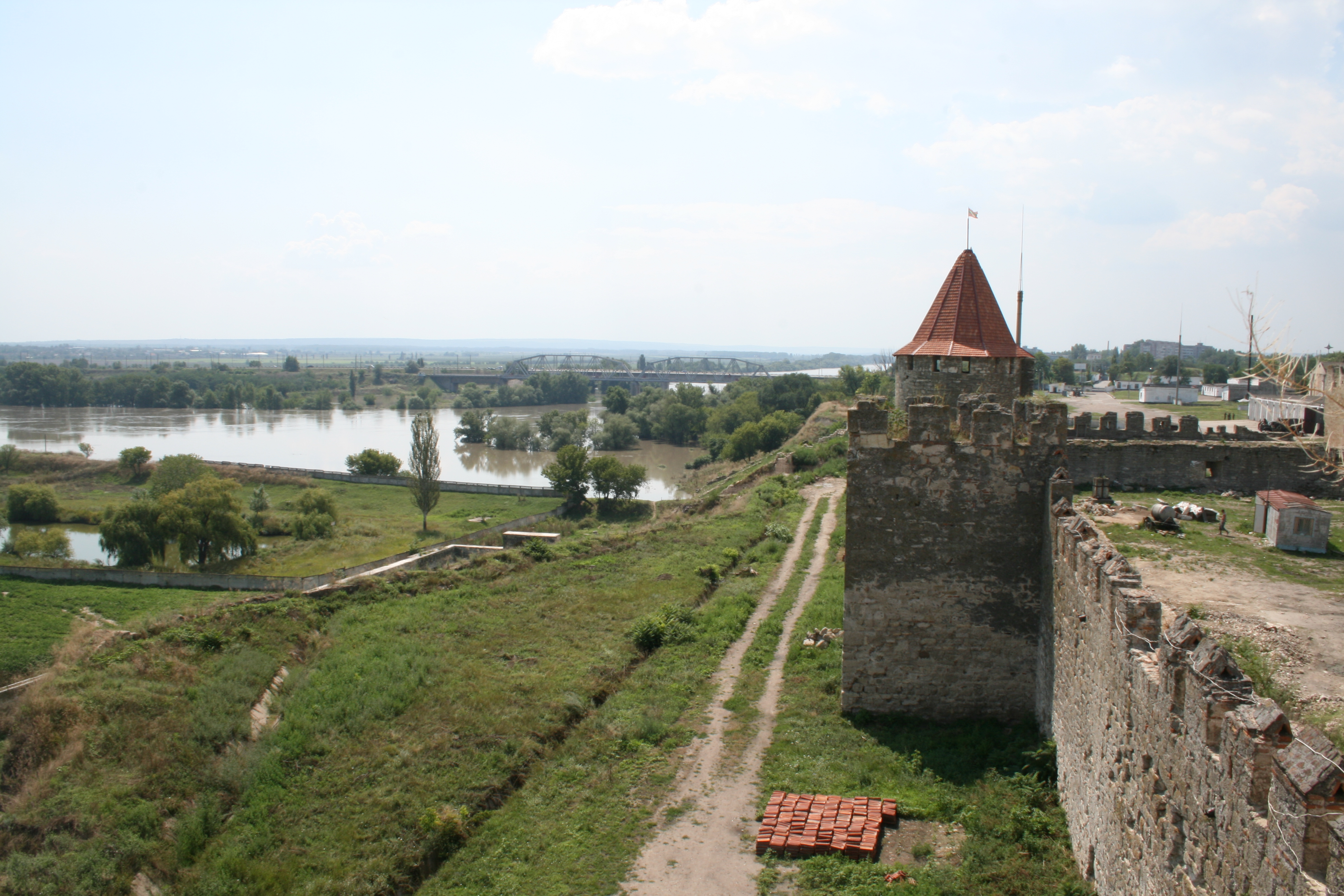
Benderská pevnost

Pevnost se rozkládá zhruba na dvaceti hektarech nad pravým břehem Dněstru. Vystavěna byla v 16. století. Jedná se vůbec o jednu z nejvýznamnějších památek na území Podněsterské Moldavské republiky. Roku 2008 začala plánovaná rekonstrukce. Malá část pevnosti je přístupná veřejnosti, většinu využívá podněsterská armáda a ruská 14. armáda.

## Partnerská města
- Beira, Mosambik
- Cavriago, Itálie
- Dubossary, Podněstří
- Montesilvano, Itálie
- Očamčira, Abcházie